# Paris Garden

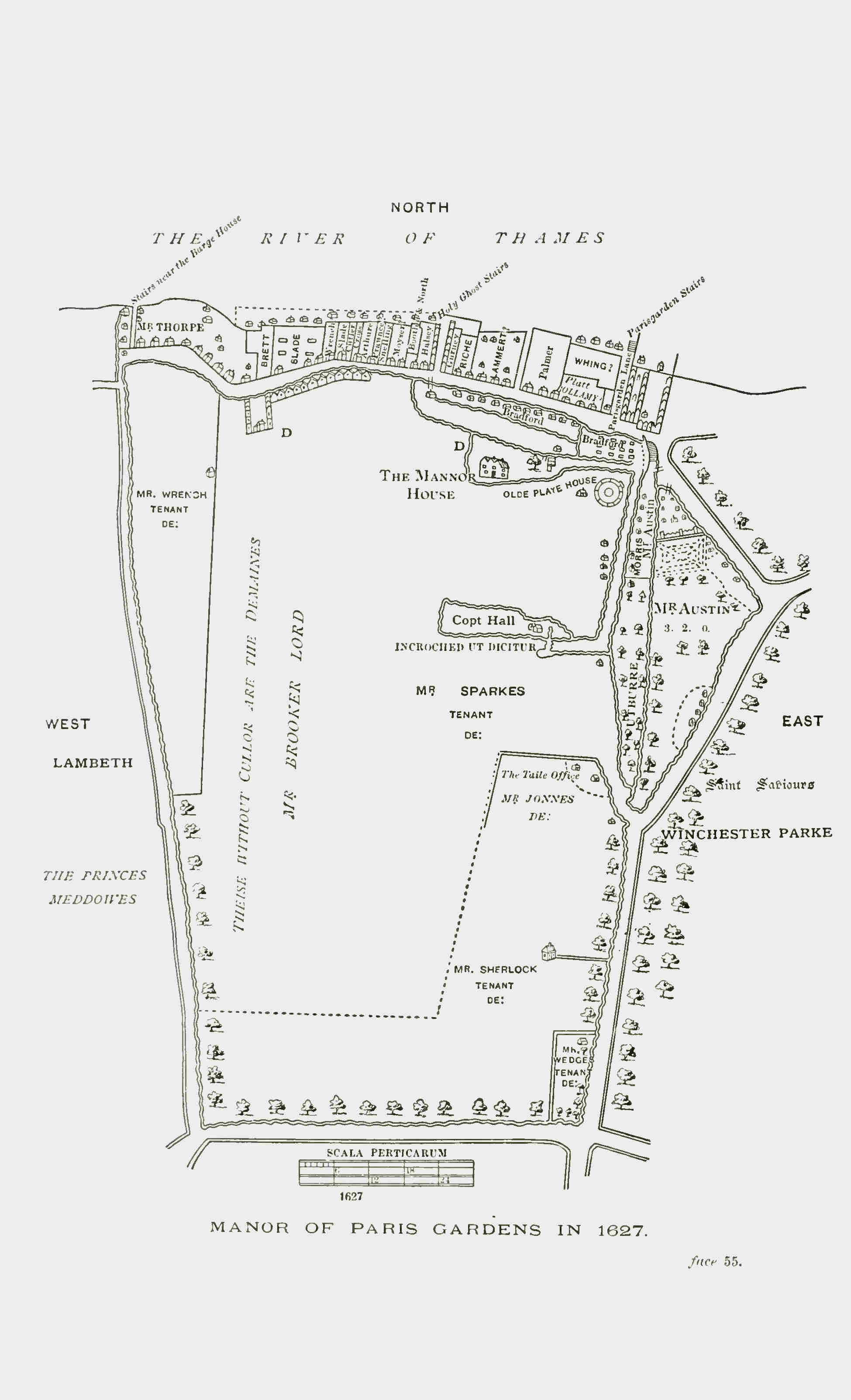
Plan von Paris Garden, 1629

Paris Garden(s), auch Liberty of Paris Garden  war ein außerstädtisches, 40,5 Hektar umfassendes Gebiet von London, nahe dem Südufer der Themse und gehörte zur Bankside. Heute befindet sich das (vollständig überbaute) Gebiet im London Borough of Southwark.

## Namensherkunft
Der Name soll von einem Robert de Parys oder Paris herrühren, einem Gemüsehändler und Schiffseigner, der 1390 dort ein Manor besaß, dessen Ländereien er auch selbst bewirtschafte. Daneben arbeitete er von 1384 bis 1392 als leitende Aufsichtsperson (Marshal) im benachbarten Gefängnis Marshalsea. Einige, wie der der englische Antiquar William Rendle (1811–1893), bezweifeln dies und führen den Namen Paris Garden auf eine Falschschreibung zurück, wie sie in diesen Zeiten nicht normierter Rechtschreibung durchaus üblich war: So solle es im Ursprung Parish Garden heißen, also die Grünfläche einer örtlichen Kirchengemeinde (Parish).
Das Herrenhaus von Wideflete bzw. Paris Garden befand sich am Flussufer und wurde im Osten von den Gebieten des Bischofs von Winchester und im Osten von der Grenze des Southwark Borough begrenzt und im Westen von einem abgelegeneren Teil des Kennington Manor, teilweise markiert durch einen Wassergraben, sowie durch Lambeth und im Süden begrenzt durch die Besitzungen der Bermondsey Abbey.

## Geschichte

### Anfänge als Klosterbesitz
Im Jahr 1113 übergab Robert Marmion, Sohn eines Gefolgsmannes Wilhelm I., dem Benediktinerkloster (Bermondsey Abbey) von Bermondsey das sumpfige, oft zum Teil von Überflutung bedrohte, Gebiet mit dem Namen Wideflete, zusammen mit einer wassergetriebenen Getreidemühle und anderen dazugehörigen Besitztümern. Der Klostervorsteher Reynold gewährte es 1166 dem benachbarten Templerorden für eine jährliche Pacht von 10 Mark. Die Templer wiederum gaben einen Teil, das Herrenhaus, an einen Pächter weiter. Nach der Auflösung des Templerordens 1312 schenkte König Eduard II. das Areal Baron William Montagu. Dieser ordnete an, dass die Pächter die Mauern und Wassergräben am Themseufer, welche zu dem Gelände gehörten, unverzüglich instand zu setzen haben. Kurz darauf erhielten sie die weitere Anweisung, seine Mühlen zu einem Preis zu reparieren, der 10 Pfund nicht überschreiten sollte. 1319 wurde dem Prior des Klosters von Bermondsey die Genehmigung erteilt, Wideflete und die beiden darauf befindlichen Mühlen mit gegen anderes Land des Erzbischofs von Canterbury zu tauschen. Jedoch erscheint es, dass von einer solchen Erlaubnis keine Gebrauch gemacht wurde, denn das Herrenhaus, nunmehr gepachtet vom Malteserorden, wurde weiterhin vom Kloster gehalten. Im Jahr 1338 wurde es auf Lebenszeit an Hawisia de Swalelive weiterverpachtet, statt einer Rente von 20 Pfund, die ihr vom Ordensprior der Malteser, Thomas L’Archer, zuvor gewährt worden war. Der Grund war die durch Misswirtschaft verursachte, bedenkliche finanzielle Situation in die dieser den englischen Johanniterorden brachte. 1420 bewirtschaftete ein adeliger Bauer namens John Duke of Bedford das Land des „privilegierten Ortes Parish Garden oder Wideflete oder Wiles“.
Die Privilegien, die auf dem Gelände des Paris Garden galten, waren das Ergebnis seiner vormaligen Nutzung durch die Templer und einer, mutmaßlich 1200 erlassenen, päpstlichen Bulle, welche dem Gebiet eine Immunität ermöglichte. In dieser war festgelegt, dass jeder Mann, der in die Sicherheit des Pariser Garden geflohen ist, nach der Ursache seiner Flucht gefragt werden musste, ob es sich um seine Schulden, sein Verbrechen oder eine andere Übertretung handelte und dass seine Antwort zusammen mit seinem Namen registriert werden sollte. Dafür sollte er vier Penny „an den Herrn“ („to the lord“) zahlen. Er musste auf die Bibel schwören, dass er von nun an nichts mehr tun würde, was zu Nachteilen, Skandalen oder Schäden an seinem Zufluchtsort führen würde; dass er alle dessen Statuten und Verordnungen einhalten würde; dass er ihn nicht bei Tag oder bei Nacht verlassen würde; und wenn, geschähe dies auf eigene Gefahr. Kam er, weil er ein Verbrechen begangen hatte, musste er nach seiner Ankunft die ganze folgende Nacht in Gewahrsam von sechs Männern des Areals gehalten werden, es sei denn, es bürge jemand für ihn oder es gab einen Bericht über seine guten Taten. Jeder, der nach seiner Ankunft im Paris Garden eines Verbrechens schuldig wurde, verlor den Schutz des Ortes und wurde an das Gericht Kings Bench überstellt. Bei Verstößen gegen Frieden und Moral wurden Geldstrafen verhängt und wer ohne Erlaubnis das Gelände verließ, sollte vier Shilling an den Herrn zahlen, wenn er zurückkehre.
1434 hielt der Johanniterorden die Mühlen von Wideflete mit dem Paris(h) Garden, mehreren weiteren Grundstücken, Mietshäusern und Grünland in Southwark, Kennington, Lambeth und Newington vom Abt von Bermondsey für eine jährliche Miete von 10 Mark und 4s. Das Herrschaftsgebiet nannte sich zwischen 1475 und 1485 „St. John at Parys Garden“. Eine Bewilligung des Grundstücks zur landwirtschaftlichen Bewirtschaftung ist für das Jahr 1505 noch vorhanden. Der Prior gab dann Robert Udale, einem Londoner Goldschmied, einen Pachtvertrag mit einer Laufzeit von 31 Jahren über das, von einem Wassergraben umgebene, Herrenhauses von Paris Garden sowie zwei anrainenden Gärten, zusammen mit dem Torhaus und mit den vier Weiden Poundyard,  Conyng Garth, Chapel Hawe und Walnut Trees, dazu die beiden Weiden Willows Woods. Als Pachtzins wurden £ 8 13s festgesetzt (4 Shilling jährlich).

### 16. Jahrhundert
Die Bermondsey Abbey erhielt die Rechte 1536 zurück, just in dem Jahr als mit der Auflösung der englischen Klöster König Heinrich VIII. Zugriff auf alle klösterlichen Besitztümer erhielt.
Paris Garden wurde sogleich der Königsgattin Jane Seymour als Ausgleich gewährt, welcher aber kurze Zeit später durch ihren Tod an den König zurückfiel. Robert Urmiston erhielt  einen Pachtvertrag, welcher jedoch mit 52 Pfund jährlich höher ausfiel, da er auf dem Gelände die beliebten Kegelbahnen zu bauen beabsichtigte, welche von offizieller Seite aufgrund ihrer „sündigen“ Natur nicht überall gut angesehen waren.
Ein Pachtvertrag, über weitere 21 Jahre, wurde mit William Barley 1542 abgeschlossen. Anschließend erhielt Edmund Wiseman den Pachtvertrag, wieder über 21 Jahre, über das Haus, die Weiden und das Torhaus, dessen Pachtzins aber durch das 1542 ergangene Verbot des Kegelspiels wieder bei £ 10/jährlich lag. 1578 gewährte Königin Elisabeth I. auf Ersuchen von Henry Carey, 1. Baron Hunsdon (dem ersten Patron von Shakespeares Theatertruppe Lord Chamberlain’s Men)  Robert Newdigate und Arthur Fountaigne die Herrschaft und das Hauptgebäude von Paris Garden. Später im Jahr übertrugen diese das Grundstück und die darauf befindlichen Bauten an Robert Udale. Das Herrenhaus wurde ein Jahr darauf, 1580, von Lord Hunsdon, Robert Newdigate und Arthur Fountaigne an Thomas Cure, Sattler in Diensten des Hofes, übertragen. Im gleichen Jahr erwarben die Mieter der Wohnhäuser für die (durch Kredite aufgebrachte) Summe von 6000 Pfund eine Pachtlaufzeit von 2000 Jahren und das Recht dieses auf Treuhänder zu übertragen. Der Tuchhändler, Kredithai und spätere Impresario Francis Langley ließ sich den Pachtvertrag vom verschuldeten Thomas Cure übertragen und baute in den Jahren 1595 bis 1596 das Swan Theatre auf einem versumpften Teil, nahe dem Mühlenteich am nordöstlichen Rand des Grundstücks. Es war das zu der Zeit viertgrößte Schauspielhaus Londons und ein wichtiger Ort des Elisabethanischen Theaters; es soll sogar mal William Shakespeare selbst auf der Bühne gestanden haben. In den 1620er Jahren verfiel das Theater.

### 17. Jahrhundert

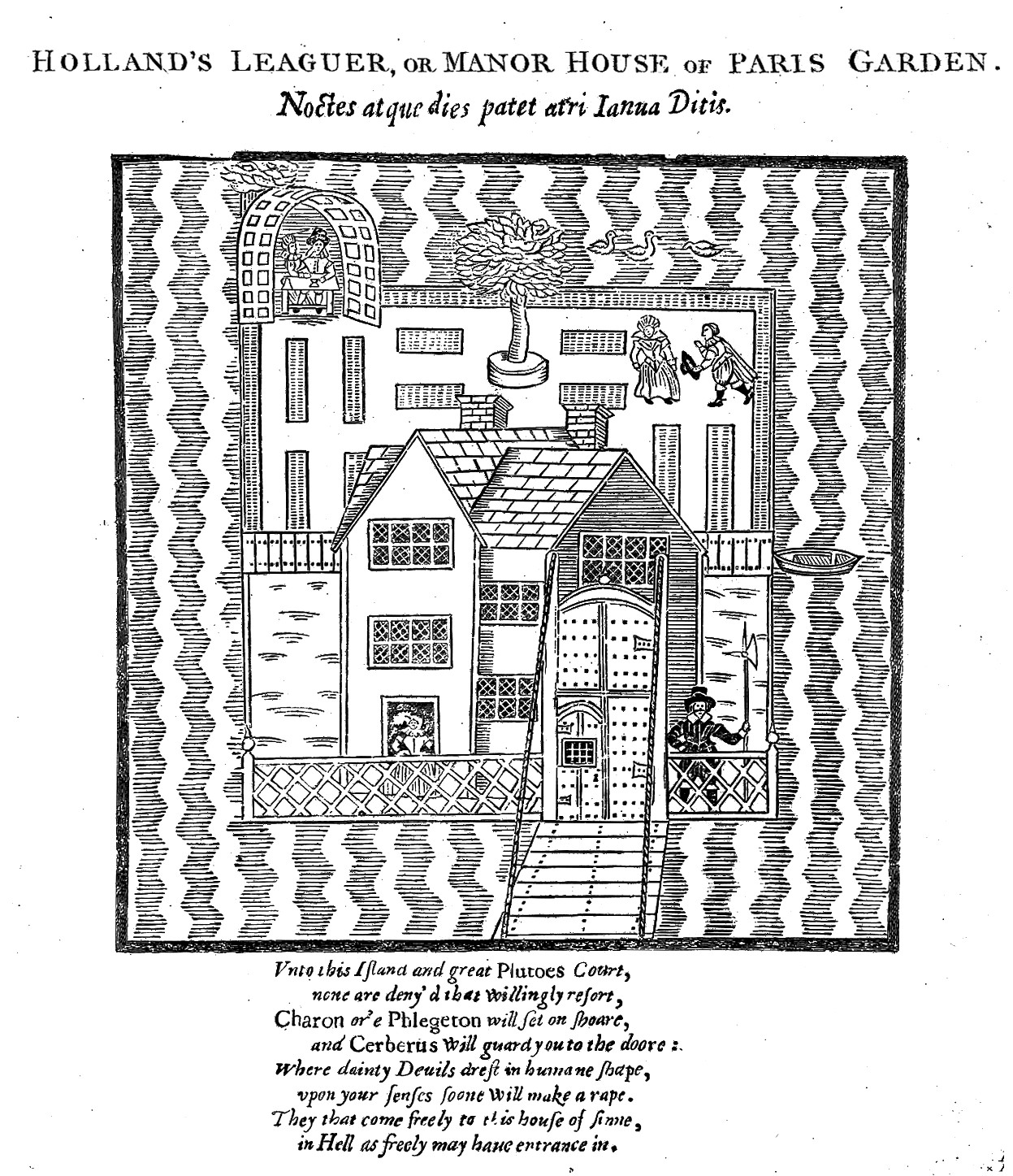
Holland’s Leaguer oder das Herrenhaus von Paris Garden

Langley starb 1602 und das Gelände wurde von John Carey, 3. Baron Hunsdon erworben, welcher es an eine Unternehmerin namens Elizabeth 'Bess' Holland verpachtete. (Sie ist nicht zu verwechseln mit der gleichnamigen, 1547 verstorbenen, Geliebten von Thomas Howard, 3. Duke of Norfolk.) Das Herrenhaus wurde fortan bis 1631 als erfolgreiches und namhaftes Bordell unter dem Namen Holland’s Leaguer genutzt. Sie verbarrikadierte das Haus zudem vor etwaigen Angreifern, wobei der bereits vorhandene Wassergraben, so wie eine Zugbrücke und ein Fallgatter in die Befestigung eingebunden wurde.
Anfang 1631 musste Holland den Betrieb unterbrechen, da zunächst Jugendliche das Haus verwüsteten und anschließend die Behörden im Jahr darauf den Weiterbetrieb untersagten. Wobei diese allerdings das Haus erst nach einer mehrwöchigen Belagerung zu betreten vermochten.
Das Herrenhaus wurde in den Jahren 1688 bis 1699 als „Beggars hall“ („Bettlerwohnheim“) bezeichnet, was auf eine Verwendung als Armenquartier hindeutet. Danach verfiel das Anwesen.

### Neuzeit
Paris Garden wurde immer weiter parzelliert und an verschiedene neue Eigentümer verkauft. Im Local Government Act 1888 wurden alle politisch eigenständigen Gebiete und Liberties aufgehoben und zur County of London zusammengelegt. Heute ist das ehemalige Areal des Paris Garden weder als zusammenhängendes Gebiet erkennbar, noch als solches überhaupt. Es ist größtenteils überbaut mit der anlandenden Blackfriars Railway Bridge und dem 1979 errichteten mächtigen Bürokomplex Sampson House, welcher aber im Februar 2020 zwecks städtebaulicher Neuentwicklung abgerissen wurde und dem (noch im Bau befindlichen Stand Dezember 2021) Bauprojekt Banksideyards Platz macht. Der Name Paris Garden findet sich noch erhalten in einer Straße an der Westseite des ehemaligen Gebiets.